# هشيمه الهابطية (شبام)
'

تعديل مصدري - تعديل

هشيمه الهابطية هي إحدى قرى عزلة شبام بمديرية شبام التابعة لمحافظة حضرموت، بلغ تعداد سكانها 10 نسمة حسب تعداد اليمن لعام 2004.